# ニューヨーク州道125号線
ニューヨーク州道125号線 (英:New York State Route 125、略:NY 125) は、米国ニューヨーク州ウエストチェスター郡内の州道。ママロネックからホワイトプレーンズ間を南北に貫く。ホワイトプレーンズ市内の一部はウエストチェスター郡道26号線として、ニューロシェルからスカースデイルの区間は、ウエストチェスター郡道129号線として共同指定され、郡によって整備されている。

## ルート説明

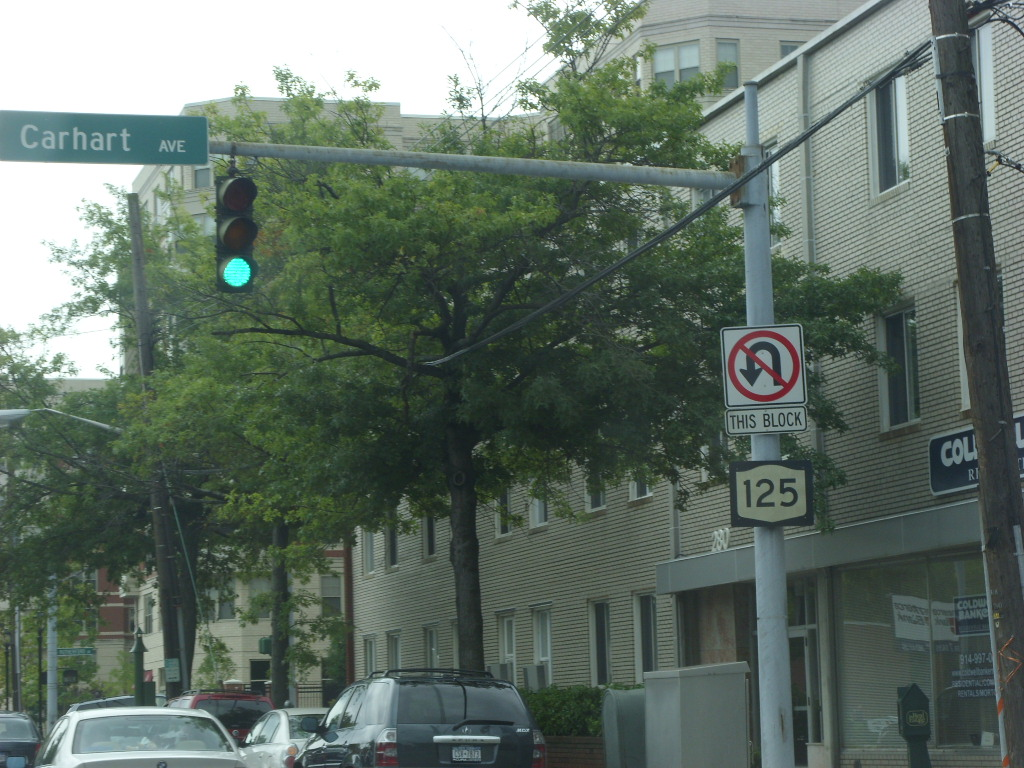
ホワイト・プレインズ内のNY　125

NY 125は米国国道1号線 (ボストンポストロード)の交差点が起点。ウィーバーストリートとして北西に進み、2車線の地方道路としてママロネックの住宅街を通る。州間高速道路95号線とメトロノース鉄道ニューヘイブン線 (アムトラックと北東回廊として共有) を横断してから、学校の周りを南に曲がり、ママロネックを見下ろす住宅街に登る。ボニーブライヤーカントリークラブを通過すると、ルートはシェルドレイク川を渡り、ニューロシェル市とスカーズデール村の境界に沿って北に進む。ここから、郡道129号と重用する。
ニューロシェルのパインブルックハイツとパインブルック地区の東端に沿って、ハッチンソンリバーパークウェイと接続している。郡道129号はジャンクションのすぐ南で終了する 。そして、ニューロシェルとスカーズデールの境界線に沿って北に進んでゆき、スカーズデールに完全に入り、村のヒースコートセクションにアクセスする前に住宅街を通る。ここでは、ルートは2車線のヒースコートバイパスの西端に接続している。このバイパスは郡道143号線に指定されている。NY 125はヒースコートの中心部に直接進み、そこで北東に曲がって、ウィーバーストリートからパーマーアベニューに名前が変わる。ルートは北東に数ブロック続き、その後徐々に北に戻り、ホワイト・プレインズ方面に向かう。 
パーマーアベニューの名称は、Secor通りとの交差点で終わる。北に1ブロック進んだところで、ヒースコートバイパスの東端に接続する。ここからは、スカーズデールから北東のトラックを通りホワイト・プレインズへ向かう。 市の境界を越えると再び郡道26号線と重用し、オールドママロネックロードという名前になる。NY 125は、ホワイトプレーンズのダウンタウンに近づくにつれて、市内の住宅街を通り抜ける。ゲッドニーパークに交差し、ママロネックアベニューに近づくにつれて2車線の住宅街になる。その先、北方向にさらに3ブロック続いた後、ニューヨーク州道22号線との交差点が終点になる。

## バイパス
ニューヨーク州道125号線バイパス(英: New York State Route 125 Bypass、略: NY 125 Bypass)、別名ヒースコートバイパスは、ニューヨーク州道125号線のバイパス。このバイパスは、旧ニューヨーク、ウェストチェスター、ボストン鉄道の路盤に建設された。道路は、ウィルモント、ヒースコート、とママロネックを結んでいる。このルートは、ウエストチェスター郡道143として共同指定されている。